# Verbascum vidavense
Verbascum vidavense är en flenörtsväxtart som beskrevs av Simk.. Verbascum vidavense ingår i släktet kungsljus, och familjen flenörtsväxter. Inga underarter finns listade i Catalogue of Life.